# 대한민국 제11대 국회 전반기 의장단 선거
제11대 국회 전반기 의장단 선거는 1981년 4월 11일 실시되었다.
선거 결과 3선의 정래혁 민주정의당 의원이 국회의장에, 4선의 채문식 민주정의당 의원과 6선의 김은하 민주한국당 의원이 국회부의장에 선출되었다.
정래혁 국회의장은 역대 최초의 호남 출신 국회의장이었다.
이 날 본회의에는 재적의원 276명 중 와병 중이던 이재형 민주정의당 대표를 제외한 275명이 전원 참석하여 제5공화국의 첫 국회의 문을 열게 되었다.

## 선거 제도
국회의 의장 및 부의장은 국회의원들의 무기명 투표로 선출하되 만약 1차 투표 결과 재적 의원의 과반을 득표한 자가 없으면 2차 투표를 실시하고, 2차 투표에서도 과반 득표자가 나오지 않을 시 최고득표자와 차점자에 대하여 3차 결선 투표를 실시하되 이 경우 단순 다수 득표자를 당선자로 하도록 되어있었다.

## 후보

### 국회의장 후보

#### 민주정의당
민주정의당은 4월 1일 국회의장 후보로 정래혁 의원이 내정되었다고 발표하였다. 민주정의당은 동시에 국회부의장 후보와 각 상임위 위원장 후보, 주요 당직 등에 대한 인선을 확정 발표하였다.

### 국회부의장 후보

#### 민주정의당
민주정의당은 4월 1일 국회부의장 후보로 채문식 의원이 내정되었다고 발표하였다.

#### 민주한국당
유치송 민주한국당 총재는 4월 6일 국회부의장 후보로 김은하 의원을 지명한다고 발표하였다. 유치송 총재는 동시에 각 상임위 위원장 후보와 주요 당직에 대한 인선 결과를 공개하였다.

## 결과

### 국회의장 선거
전라남도 담양군·곡성군·화순군 지역구의 정래혁 민주정의당 의원이 당선되었다.
| 후보   | 소속       | 득표 | %    | 비고 |
| ------ | ---------- | ---- | ---- | ---- |
| 정래혁 | 민주정의당 | 257  | 93.1 | 당선 |
| 이종찬 | 민주정의당 | 2    | 0.7  |      |
| 권정달 | 민주정의당 | 1    | 0.4  |      |
| 김판술 | 민주한국당 | 1    | 0.4  |      |
| 류치송 | 민주한국당 | 1    | 0.4  |      |
| 이만섭 | 한국국민당 | 1    | 0.4  |      |
| 무효   | 무효       | 12   | 4.3  |      |
| 결석   | 결석       | 1    | 0.4  |      |
| 재적   | 재적       | 276  | 100  |      |

### 민주정의당 몫 국회부의장 선거
경상북도 문경군·예천군 지역구의 채문식 민주정의당 의원이 당선되었다.
| 후보   | 소속       | 득표 | %    | 비고 |
| ------ | ---------- | ---- | ---- | ---- |
| 채문식 | 민주정의당 | 229  | 83.0 | 당선 |
| 김은하 | 민주한국당 | 11   | 4.0  |      |
| 이만섭 | 한국국민당 | 5    | 1.8  |      |
| 권정달 | 민주정의당 | 2    | 0.7  |      |
| 고정훈 | 민주사회당 | 1    | 0.4  |      |
| 봉두완 | 민주정의당 | 1    | 0.4  |      |
| 이동진 | 한국국민당 | 1    | 0.4  |      |
| 이낙훈 | 민주정의당 | 1    | 0.4  |      |
| 이종찬 | 민주정의당 | 1    | 0.4  |      |
| 임종기 | 민주한국당 | 1    | 0.4  |      |
| 임채홍 | 민권당     | 1    | 0.4  |      |
| 한병채 | 민주정의당 | 1    | 0.4  |      |
| 무효   | 무효       | 20   | 7.2  |      |
| 결석   | 결석       | 1    | 0.4  |      |
| 재적   | 재적       | 276  | 100  |      |

### 민주한국당 몫 국회부의장 선거
경기도 인천시 중구·남구 지역구의 김은하 민주한국당 의원이 당선되었다.
| 후보   | 소속       | 득표 | %    | 비고 |
| ------ | ---------- | ---- | ---- | ---- |
| 김은하 | 민주한국당 | 245  | 88.8 | 당선 |
| 이만섭 | 한국국민당 | 7    | 2.5  |      |
| 조병규 | 한국국민당 | 2    | 0.7  |      |
| 고재청 | 민주한국당 | 1    | 0.4  |      |
| 고정훈 | 민주사회당 | 1    | 0.4  |      |
| 김태수 | 민주한국당 | 1    | 0.4  |      |
| 노태극 | 무소속     | 1    | 0.4  |      |
| 류치송 | 민주한국당 | 1    | 0.4  |      |
| 신상우 | 민주한국당 | 1    | 0.4  |      |
| 오세응 | 민주정의당 | 1    | 0.4  |      |
| 윤길중 | 민주정의당 | 1    | 0.4  |      |
| 정동성 | 민주정의당 | 1    | 0.4  |      |
| 무효   | 무효       | 12   | 4.3  |      |
| 결석   | 결석       | 1    | 0.4  |      |
| 재적   | 재적       | 276  | 100  |      |